# 우에이 틀라토아니

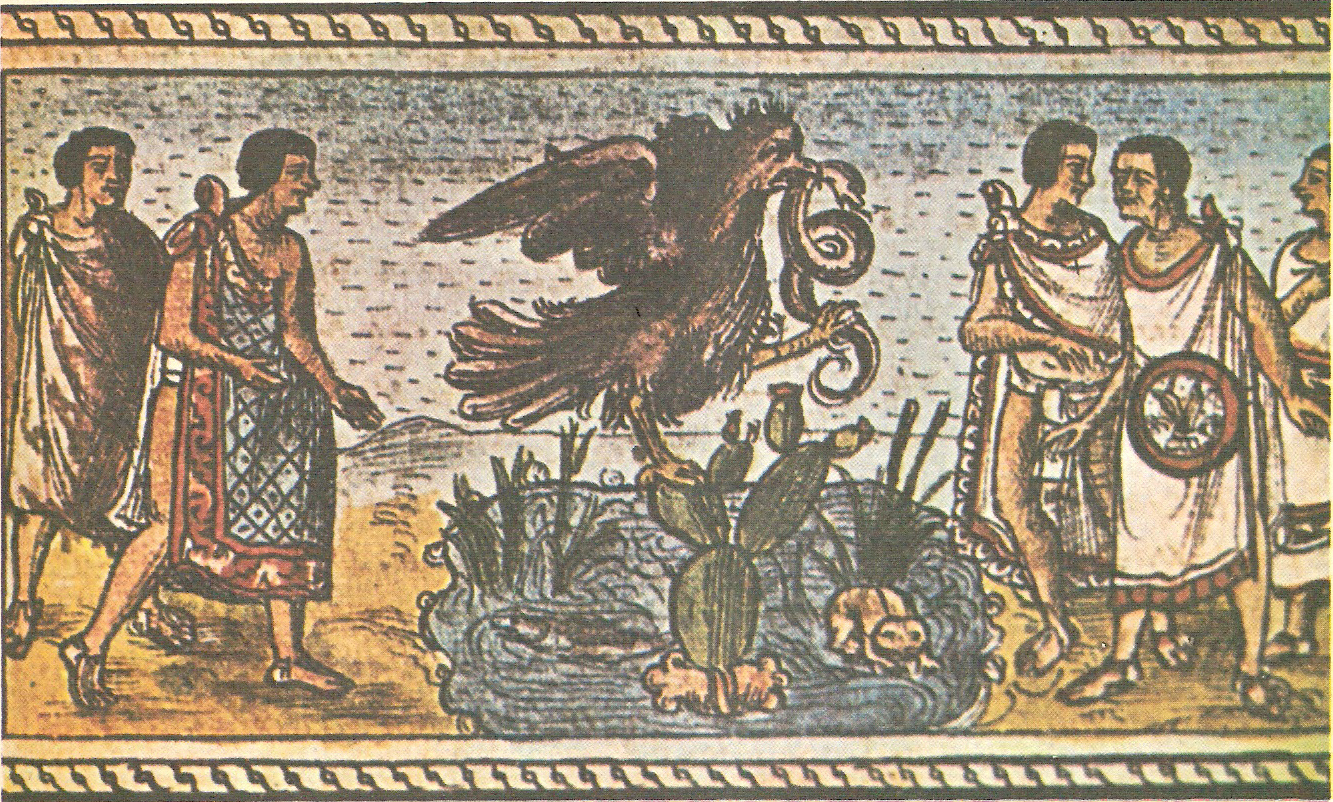
우이칠로포치틀리는 메시카인들에게 뱀을 삼키는 선인장에 앉아있는 독수리를 발견한 도시를 찾도록 명령했다.

우에이 틀라토아니(Huēi Tlahtoāni) 또는 웨이 틀라토아니(Wei Tlahtoani)는 멕시코 계곡에서 활동했던 삼각동맹(메시코-테노치티틀란, 텍스코코, 틀라코판)의 틀라토아니(군주)를 일컫는데 사용되는 나와틀어 표기이다. 우에이라는 단어는 "크고, 길고, 키가 크다"는 뜻이며, 따라서 우에이 틀라토아니는 "훌륭한 통치자, 훌륭한 연설자" 또는 "황제"를 의미한다. 복수형은 우에이틀라토케로 "위대한 연설자"를 의미한다.